# Szlaki pieszo-rowerowe gminy Kawęczyn
Szlaki pieszo-rowerowe gminy Kawęczyn – szlaki rowerowe i piesze wiodące przez najciekawsze pod względem przyrodniczym, krajobrazowym i kulturowym tereny gminy.

## Informacje ogólne
Trzy szlaki zostały zaprojektowane w 2001 roku przez uczniów Gimnazjum im. Marii Skłodowskiej-Curie w Kawęczynie. Pozostałe trzy szlaki zaprojektowała Alina Bartosik - autorka projektu badawczego populacji bociana białego.

### Położenie geograficzne
Rzeźba terenu, przez który przebiegają szlaki została ukształtowana podczas zlodowacenia środkowopolskiego. Jest dość urozmaicona, stanowią ją formy akumulacji glacjalnej i szczelinowej, typowe dla krajobrazu wysoczyzn morenowych, płaskich.

### Trasa I
- Długość: 17,7 km
- Przebieg: Kawęczyn • Ciemień • Marcinów • Kowale Pańskie • Dziewiątka • Młodzianów • Dzierzbotki • Ciemień • Kawęczyn

### Trasa II
- Długość: 21,0 km
- Przebieg: Kawęczyn • Milejów • Tokary Pierwsze • Gozdów • Chocim • Głuchów • Milejów • Kawęczyn

### Trasa III
- Długość: 18,1 km
- Przebieg: Kawęczyn • Nowy Świat • Skarżyn • Stanisława • Będziechów • Marcjanów • Kawęczyn

### Bociani Szlak I
- Długość: 20,1 km
- Przebieg: Kawęczyn • Ciemień • Dzierzbotki • Młodzianów • Cegielnia Dzierzbocka • Leśnictwo • Siedliska • Dziewiątka • Kowale Pańskie-Kolonia • Wola Kowalska • Kowale Pańskie • Orzepów • Marcinów • Ciemień • Kawęczyn
- Siedliska bociana: 7 (Ciemień - 1, Dzierzbotki - 1, Leśnictwo - 2, Dziewiątka - 2, Kowale Pańskie - 1)

### Bociani Szlak II
- Długość: 21,9 km
- Przebieg: Kawęczyn • Nowy Świat • Marcjanów • Żdżary • Kolonia Gozdów • Gozdów • Gozdów-Młyn • Okręglica • Tokary Pierwsze • Suchary • Milejów • Wojciechów • Kawęczyn
- Siedliska bociana: 5 (Żdżary - 3, Chocim - 1, Tokary Pierwsze - 1)

### Bociani szlak III
- Długość: 19,0 km
- Przebieg: Kawęczyn • Wojciechów • Milejów • Głuchów • Andrzejówka • Głuchów • Milejów • Kolonia Klinno • Siewieruszki Wielkie • Marianów • Kawęczyn
- Siedliska bociana: 8 (Głuchów - 4, Milejów - 1, Marianów - 3)